# トベラ科
トベラ科（トベラか、Pittosporaceae）は双子葉植物の科のひとつ。9ないし11属、200種ほどからなり、木本とつる植物を含む。
トベラ科は新エングラー体系とクロンキスト体系では花の形態からバラ科やユキノシタ科に近いバラ目としていたが、APG植物分類体系ではセリ目とされている。

## 特徴
花にはがく、花弁、雄蕊が5個ずつあり、心皮はそれより少ないもの（3個など）が多い。子房上位で果実は蒴果または液果。種子は多数で、粘質物でおおわれるものが多い。子葉は2枚とは限らず多い（最大5枚）ものもある。
東南アジア、オーストラリア、アフリカなどの主に熱帯に分布する。日本にはトベラ属のトベラ（暖地の海岸に多い）、リュウキュウトベラ（南西諸島）、ハハジマトベラ（小笠原諸島）、コヤスノキ（兵庫県・岡山県境付近の社寺林など）が自生する。コヤスノキは中国から移入されて栽培されたものではないかともいわれる。

## 属
- Bentleya
- Billardiera
- Bursaria
- Cheiranthera
- Citriobatus
- ヒメノスポルム属Hymenosporum
- Marianthus
- トベラ属 Pittosporum  - トベラ
- Pronaya
- Rhytidosporum
- Sollya